# 2024年の科学
2024年の科学（2024ねんのかがく)では2024年（令和6年）の科学分野に関する出来事について記述する。

## できごと

### 1月
- 1月10日
  - 古代の熱水噴出孔において長鎖脂肪酸が生成されたことが発見され、このような脂肪酸が細胞膜の形成に寄与した可能性があると示唆された[1]。
  - 最大の霊長類であったギガントピテクスが絶滅したのは、森林減少により著しく変化した環境に対して、より適した食事に適応できなかったことが原因だったと報告された[2][3]。
- 1月11日 - 21の研究から得られた100万人近い被験者の遺伝子データから、うつ病に関連する50以上の新たな遺伝子座と205の遺伝子が発見された[4]。
- 1月16日 - 中国科学院などの研究で、アカゲザルのクローンが初めて作製されたと報告された[5][6]。
- 1月17日
  - 筑波大学などの研究で、高温酸性温泉の微生物から新しい系統に属する可能性が高い新奇のRNAウイルスを発見したと発表された。70℃以上の高温の環境下からRNAウイルスが見つかったのはこれが初めてとなった[7][8]。
  - 幾何学の問題において、数学オリンピックの金メダリストに匹敵する能力を持つ人工知能「AlphaGeometry」が発表された[9][10][11]。
- 1月18日 - 火星で72回にわたって飛行に成功した小型ヘリコプター「インジェニュイティ」のローターブレードが破損していることが確認された[12]。これを受けてNASAは同月25日に運用を終了したと発表した[13]。
- 1月20日 - 日本時間のこの日、JAXAの月探査機SLIMが神酒の海に到着し、日本初の月面着陸に成功した[14]。これにより、日本はソ連、米国、中国、インドに次いで月面着陸に成功した5か国目となった[15][16][17][18]。
- 1月21日
  - 協定世界時のこの日、小惑星2024 BX1がドイツ西部に落下した。この小惑星は前日の21時48分 (UTC) に発見されており、地球に落下する前に発見された小惑星としては観測史上8例目となった[19]。
  - ヒトマイクロバイオーム中で、 「オベリスク」と呼ばれる新たなウイロイド様要素と、その関連タンパク質群である「オブリン」が発見されたとプレプリントに報告された[20][21]。
- 1月29日 - ニューラリンク社が、脳へデバイスを埋め込む手術を最初の治験者に実施したと発表した[22]。

### 2月
- 2月1日 - 岡山大学などの研究で、光合成の過程において光化学系II内に存在する酸素発生複合体が水分子を取り込む瞬間を、X線を用いて捉えることに成功したと発表された[23][24]。
- 2月2日 - ヘブライ大学などの研究で、三体問題におけるカオス的な振る舞いを予測する新たな統計手法が報告された[25][26]。
- 2月7日 - 復旦大学などの研究で、室温で700回の充放電が可能なカルシウムイオン電池が報告された[27]。
- 2月12日 - 成層圏赤外線天文台による小惑星イリスとマッサリアのスペクトル分析の結果、小惑星の表面から水分子が検出された[28]。
- 2月15日 - 文章から最長で1分の動画を生成することができる人工知能モデル「Sora」が、OpenAI社から発表された[29]。

- 2月16日 - オオアナコンダの新種であるキタオオアナコンダ（英語: Northern green anaconda）が発見され論文として報告された[30][31][32]。
- 2月17日 - JAXAの次世代大型ロケットであるH3ロケット2号機が種子島宇宙センターから打ち上げられ、衛星を周回軌道に投入することに初めて成功した[33][34][35]。
- 2月22日 - ジェイムズ・ウェッブ宇宙望遠鏡による観測で、超新星SN 1987Aの中心部に残る天体が中性子星であることが確定された[36][37]。
- 2月23日
  - 日本時間のこの日、アメリカ合衆国の航空宇宙企業インテュイティブ・マシーンズの月面着陸機オデュッセウスが、月の南極付近に着陸した[38]。月着陸に成功したのは民間の月探査機としてはこれが史上初めてとなる[39]。
  - 天王星に2つ、海王星に1つの新たな衛星が発見されたことが公表された[40]。このうち、天王星で新たな衛星が発見されたのは20年ぶりの出来事となった[41]。

### 3月
- 3月6日 - 国際地質科学連合（IUGS）の小委員会で議論されていた、新たな地質時代人新世の新設案が反対多数で否決された[42][43]。
- 3月13日 - 欧州連合（EU）の欧州議会で、人工知能の開発や運用を規制する法的な枠組みを定めたAI法が可決された[44]。
- 3月14日 - スペースX社の宇宙船スターシップの3度目の無人飛行試験で打ち上げに成功した。機体は大気圏へ再突入した際に失われたが、過去2回の試験よりも進展した結果となった[45][46]。
- 3月15日 - オタワ大学の研究で、暗黒物質の存在の必要性を排した新たな理論を実証し、宇宙の年齢は267億年であると主張する結果を公表した[47]。これにより、ジェイムズ・ウェッブ宇宙望遠鏡の観測で見つかった既存の宇宙論では説明がつかない銀河が存在する問題も解決するとしている[48]。
- 3月20日 - アムステルダム大学の研究で、CRISPR技術を用いてHIV感染細胞からHIVを除去することに成功したことが報告された[49]。
- 3月21日 - マサチューセッツ総合病院において、ブタの腎臓を腎臓病患者に移植する手術が初めて行われた[50][51]。
- 3月27日 - 国際研究チームが、天の川銀河の中心に位置するブラックホールいて座A*の周りに、渦巻き状の強い磁場構造を確認した[52][53]。
- 3月28日 - スーパーアース型としては初めて、太陽系外惑星LHS 3844 bが潮汐ロックされていることが確認された[54][55]。

### 4月
- 4月9日 - フィブロネクチンをつくる遺伝子にまれに発生する変異が、アルツハイマー病の発症確率を70%以上減少させると発表された[56]。
- 4月12日
  - ボノボは従来考えられていたよりもより攻撃的な行動をとることが報告された[57]。
  - 極限状況でも生存することで有名なクマムシが独自に持つDsupというタンパク質が、放射線被ばくなどのダメージからクマムシの身を守っていると示唆する研究が報告された[58]。
- 4月16日 - リンショーピング大学などの研究で原子1個分の厚さの金シートを単離することに成功したと報告された[59]。
- 4月22日 - 理化学研究所などの研究で、遺伝性希少疾患NGLY1欠損症のけいれん様症状をオキシトシンが抑制することがモデルマウスで見いだされた[60]。
- 4月24日 - 蔚山科学技術院などの研究で、1気圧下、約150分で合成ダイヤモンドを生成する新たな技術が実証された[61][62][63]。

### 5月
- 5月6日 - APOE4と呼ばれる遺伝子の変異はアルツハイマー病の発症リスクを高めることが知られていたが、バルセロナ大学などの研究により、APOE4のホモ接合型はほぼ確実にアルツハイマー病を発症させ、早い年齢で症状が出ることが明らかになった[64][65]。
- 5月8日
  - タンパク質だけでなく核酸や小分子との複合体の構造の予測ができる「AlphaFold 3」をGoogle DeepMind社が発表した[66][67]。
  - 地球から41光年離れた場所に位置する太陽系外惑星かに座55番星eを取り巻くガスがジェイムズ・ウェッブ宇宙望遠鏡の観測によって検出されたと発表された[68]。
- 5月9日 - ハーバード大学とGoogleによる研究で、5万7000個の細胞と1億5000万個のシナプスを含む、ヒトの脳1立方ミリメートルの空間がナノスケールの解像度でマッピングされた[69]。
- 5月13日 - ヒトと同じ反応速度で会話ができる最新のAIモデル「GPT-4o」をOpenAI社が公開した[70][71]。
- 5月14日 - リチウム原子とアルミニウム原子を挟みこんだサンドイッチ化合物が合成され、初めて異種の金属原子を含むジメタロセンが報告された[72][73]。
- 5月15日 - 地球から55光年の距離にある超低温矮星を公転する、地球とほぼ同じ大きさの太陽系外惑星SPECULOOS-3bが発見された[74]。
- 5月23日
  - オークリッジ国立研究所の研究で、放射性物質であるプロメチウム147を中心金属とした錯体の合成に初めて成功したと報告された[75]。
  - 地球から約40光年離れた赤色矮星グリーゼ12の周りを公転する太陽系外惑星グリーゼ12bが報告された[76]。
- 5月30日 - NASAのジェイムズ・ウェッブ宇宙望遠鏡による観測で、既知の銀河の中で最も遠い場所に位置し、14.32の赤方偏移を持つJADES-GS-z14-0（英語版）が発見された[77]。

5月30日：既知の中で最遠の銀河JADES-GS-z14-0が発見された。

- 5月31日 - シダの仲間であるTmesipteris truncataが、これまで知られている中で最大のゲノムを持つことが明らかとなった[78]。

### 6月
- 6月5日 - 54分かけて自転する、これまで記録された中で最も自転の遅い中性子星ASKAP J1935+2148が発見された[79]。
- 6月12日 - 大阪大学の研究で、精子や卵子などの生殖細胞が、性別に依存した寿命の違いをもたらすことを発見したと発表された[80][81][82][83]。
- 6月24日 - エクセター大学とセント・アンドリュース大学の研究により、地球から55光年の距離にある恒星HD 48948の周りにスーパーアース候補となる太陽系外惑星が3つ発見され、そのうち1つはハビタブルゾーンに位置することが報告された[84]。
- 6月25日 - 中国の月探査機嫦娥6号が月の裏側で採取したサンプルを搭載して地球に帰還した。月の裏側からのサンプルリターンミッションはこれが史上初の事例となる[85][86]。

### 7月
- 7月2日 - 天の川銀河の周りにろくぶんぎ座矮小銀河IIとおとめ座矮小銀河IIIの2つの新たな伴銀河が発見された[87]。
- 7月15日 - アポロ11号の着陸地点からおよそ400 km離れた場所で、月の洞窟を発見したと公表された[88][89][90]。
- 7月17日 - 東京大学などの研究で、超原子価ハロゲン化合物が超脱離能を持つことを利用して、常温常圧でm-ベンザインが初めて合成されたことが報告された[91][92]。
- 7月19日 - クラウドストライク事件が発生。全世界のWindowsを搭載したコンピュータが相次ぎ異常停止し、ブルースクリーンを表示したため、交通・医療・金融など広範囲の産業に影響を与えた[93][94]。
- 7月22日 - ９万件の研究助成金をもととする120万件以上の生物医学分野の出版物を調べたところ、助成金申請時からは予想できない結果を得たものが7割を占めており、助成金の規模が大きいほどこうした偶然の発見が多いことがサセックス大学などの研究で明らかとなった[95][96]。
- 7月23日 - 熊本大学の研究で、造血幹細胞の発生過程を試験管内で再現することに成功したと報告された[97][98]。

### 8月
- 8月7日 - オーストラリアの珊瑚海の過去400年分の海面水温を復元し、近年の水温の上昇がグレート・バリア・リーフの大量白化現象に繋がったことを示した論文が『ネイチャー』誌に掲載された[99][100]。
- 8月12日 - NASAの火星探査機インサイトによって観測されたデータの分析により、火星の地表から10~20 kmの深さに液体の水が存在することが確認された[101][102]。
- 8月14日
  - 世界保健機関（WHO）は、2024年のエムポックス流行を受けて、2年ぶりに国際的に懸念される公衆衛生上の緊急事態を宣言した[103][104]。
  - スタンフォード大学などの研究で、人間の老化は直線的なプロセスではなく、44歳と60歳の2回にわけて加速度的に進行することが明らかになった[105][106][107]。

### 9月
- 9月4日 – JAXAとESAの水星探査機ベピ・コロンボが水星から165 kmの距離でミッション中4回目の水星スイングバイを実施し、史上水星に最も接近したフライバイを行った[108][109][110]。
- 9月5日 – 日本時間のこの日の1時39分頃、小惑星2024 RW1がフィリピンのルソン島付近で大気圏に突入した。この小惑星は衝突前にレモン山サーベイが発見しており、地球に衝突する前に発見された9例目の小惑星となった[111][112]。また、この小惑星の衝突に由来する火球が石垣島天文台で観測されており、予測された天体衝突が日本国内で予測通りに捉えられたのは今回が初めてとなった[113]。

9月5日：小惑星2024 RW1が地球突入前に発見された9例目の小惑星となった。

- 9月11日 – 大阪公立大学などによる研究で、ホンソメワケベラが鏡に映った自分の姿を自分であると認識し、自身の体長を把握し、より大きなライバルに対する攻撃を減少させたことを確認した[114][115]。
- 9月12日 – OpenAI社が従来よりも高度な推論や問題解決能力を示す新AIモデル「o1」を発表した[116][117]。
- 9月18日 - 電波銀河ポルフィリオン（英語版）で、2,300万光年に及ぶ既知の中で最大の宇宙ジェットが発見された[118]。
- 9月19日 - 地球近傍天体2024 PT5が、9月29日から11月25日まで、一時的に地球を周回する衛星となることが発表された[119]。
- 9月24日 - チューリッヒ工科大学の研究で、ユーザーが人間かどうか判定する強力なツールの1つであるGoogleのreCAPTCHA v2を解くことができる人工知能モデルが実証された[120]。

### 10月
- 10月2日
  - 成虫のショウジョウバエの脳全体が初めて完全にマッピングされ、13万9,000以上のニューロン間の5,000万におよぶ結合の詳細が発表された[121]。
  - ジェイムズ・ウェッブ宇宙望遠鏡の近赤外線分光器によるシュワスマン・ワハマン第1彗星の観測で、一酸化炭素の新たなジェットと、以前は見られなかった二酸化炭素ガスのジェットを検出したと報告された[122]。
- 10月7日 - クシクラゲが2匹の個体から1匹の個体へ高度に融合する能力を持つことが報告された[123][124]。
- 10月13日 - スペースX社は、史上最大のロケットであるスターシップの大型ブースター「スーパーヘビー」の帰還と空中捕獲に初めて成功した[125][126][127]。

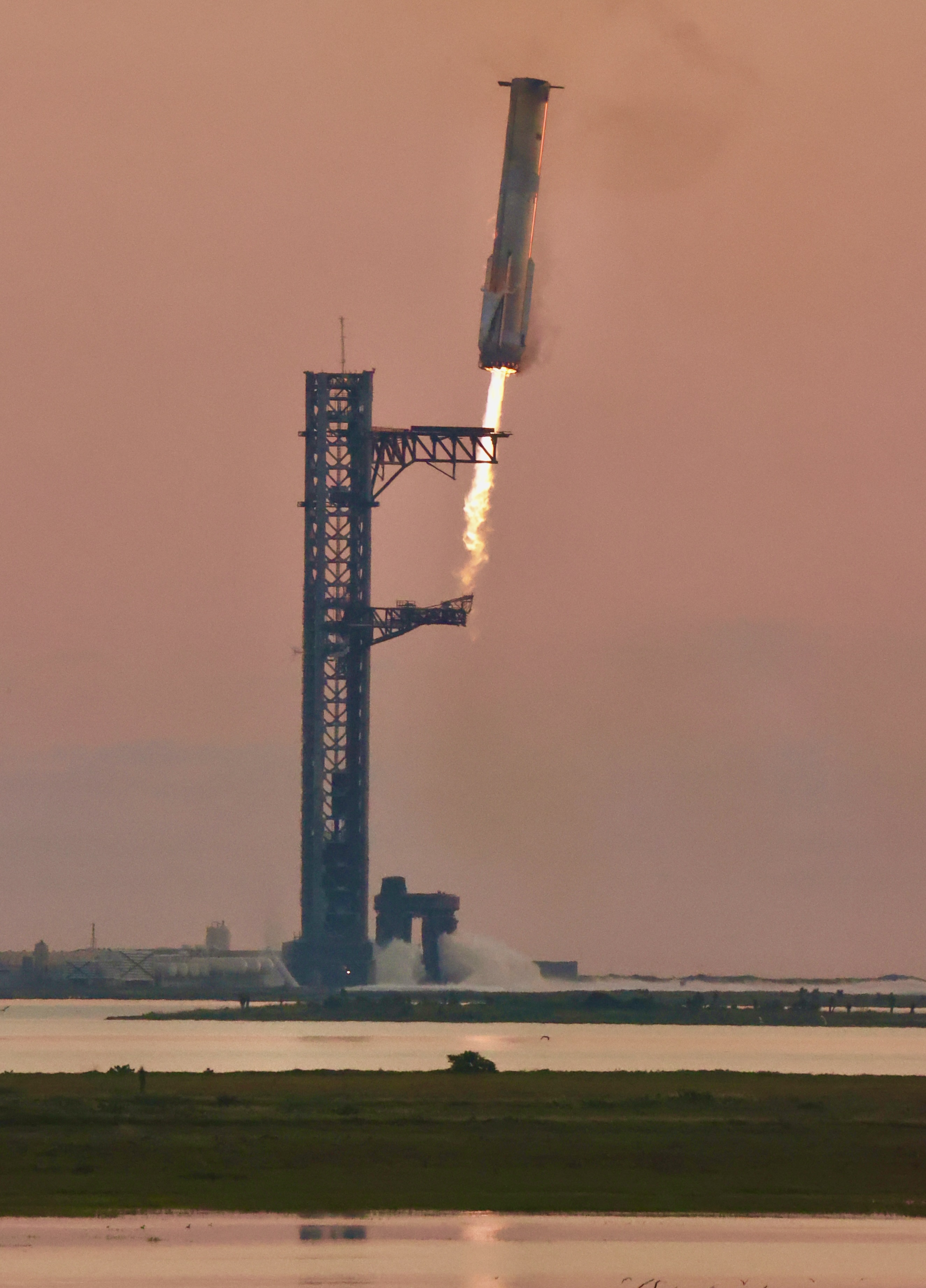
10月13日: スターシップの大型ブースターの空中捕獲に成功した。

- 10月14日 - NASAが木星の衛星エウロパ探査機「エウロパ・クリッパー」をケネディ宇宙センターから打ち上げた[128]。
- 10月15日 - ポーランド科学アカデミー原子核物理学研究所の研究で、原子核の性質を陽子と中性子の存在によるものではなく、その構成要素であるクォークとグルーオンによって記述できることが報告された[129]。
- 10月17日 - SUMOタンパク質が脳細胞の修復と再生に不可欠な神経幹細胞の再活性化を引き起こすことが発見された[130]。
- 10月21日 - GIMPSによる探索で52番目のメルセンヌ素数である{\displaystyle 2^{136279841}-1}が発見された[131][132][133]。
- 10月23日 - ジェイムズ・ウェッブ宇宙望遠鏡による観測で、NGC 602において、天の川銀河の外にあるものとしては初めての褐色矮星の候補を検出した[134]。
- 10月29日 - NASAのX線望遠鏡NICERによる観測で、毎秒716回とこれまでで最も速く回転する中性子星「4U 1820-30」が報告された[135]。
- 10月31日 - 東京大学などの研究で、藻類から採取された光合成活性を持つ葉緑体を、動物細胞内へ移植することに成功したと報告された[136]。

### 11月
- 11月1日 - カリフォルニア大学の研究で、一般に調製することが困難なブレット則に反する有機化合物を、環化付加反応で捕捉できる中間体として調製可能であることが『サイエンス』誌に報告された[137]。
- 11月14日 - ピッツバーグ大学の研究で、1,634人の参加者に人工知能と人間の詩を区別させるテストを行ったところ、両者の区別はつかず、より解釈が容易な人工知能による詩の方が好意的に評価される傾向があることが示された[138][139]。
- 11月21日
  - 京都大学などの研究で、日本の小惑星探査機「はやぶさ2」が持ち帰った小惑星リュウグウのサンプルから、炭酸ナトリウムなどを含む微小な塩の結晶が発見されたと報告された[140]。
  - ヨーロッパ南天天文台の超大型望遠鏡VLTを用いたWOH G64の観測で、天の川銀河の外にある恒星のクローズアップ画像が初めて報告された[141][142]。
- 11月22日 - 東京大学や理化学研究所などの研究で、イオン性モノマーを用いることで、従来のプラスチックと同程度の強靭さを保ちながら、海水中で容易に原料まで解離して生化学的に代謝される超分子プラスチックの開発を発表した[143]。

### 12月
- 12月5日 – Q226Lという単一の変異が鳥インフルエンザH5N1のヒトの呼吸器系への感染能力を高めることが明らかとなった[144][145]。
- 12月13日 - 米科学誌『サイエンス』が今年のブレークスルー・オブ・ザ・イヤーを発表した[146]。
- 12月24日 - NASAのパーカー・ソーラー・プローブが太陽から610万kmの距離まで接近し、太陽に史上最も接近した人工物となった[147][148]。

| No. | 今年の10大科学業績                                             |
| --- | -------------------------------------------------------------- |
| 1   | 新たなメカニズムを持つ注射用HIV治療薬                          |
| 2   | 自己免疫疾患におけるCAR-T療法                                  |
| 3   | JWSTによる初期宇宙の銀河の観測                                 |
| 4   | RNAを用いた農薬の開発                                          |
| 5   | 海藻中に発見された窒素固定を担う細胞小器官ニトロプラストの発見 |
| 6   | 交代磁性体の発見                                               |
| 7   | 多細胞生物の出現時期を大幅に早める化石の発見                   |
| 8   | 大陸内部に位置する不可解な高原の形成を説明するマントルの挙動   |
| 9   | スターシップの試験飛行                                         |
| 10  | 古代人のDNA研究が明らかにする社会的繋がり                      |

## 受賞
- アーベル賞 - ミシェル・タラグラン（英語版）
- チューリング賞 - アンドリュー・バルト（英語版）、リチャード・サットン（英語版）
- ラスカー賞
  - 基礎医学研究賞 - 陳志堅
  - 臨床医学研究賞 - ジョエル・ハベナー、ロッテ・ヴェール・クヌードセン（英語版）、スヴェトラーナ・モジョフ（英語版）
- ガードナー国際賞 - ジーリグ・エシュハー、Michael Sadelain、シャンカー・バラスブラマニアン、David Klenerman、Pascal Mayer
- ウルフ賞
  - ウルフ賞物理学部門 - マーティン・リース
  - ウルフ賞数学部門 - アディ・シャミア、ノガ・アロン
  - ウルフ賞化学部門 - 受賞者なし
  - ウルフ賞医学部門 - ボトンド・ロシュカ、ホセ＝アライン・サヘル（英語版）
- 京都賞
  - 京都賞基礎科学部門 - ポール・F・ホフマン（英語版）
  - 京都賞先端技術部門 - ジョン・ペンドリー
- クラリベイト引用栄誉賞
  - 物理学 - Rafi Bistritzer、Pablo Jarillo-Herrero、アラン・H・マクドナルド、デイヴィッド・ドイッチュ、ピーター・ショア、Christoph Gerber
  - 化学 - デイヴィッド・ベイカー、ジョン・M・ジャンパー、デミス・ハサビス、堂免一成、Roberto Car、Michele Parrinello
  - 生理学・医学 -  Jonathan C. Cohen、Helen H. Hobbes、Ann M. Graybiel、彦坂興秀、Wolfram Schultz、Davor Solter、アジム・スラーニ
- ショウ賞
  - 天文学 – シュリニヴァス・クルカルニ
  - 生命科学および医学 – ステュアート・オーキン、Swee Lay Thein
  - 数学 – ピーター・サルナック
- ブレイクスルー賞
  - 基礎物理学ブレイクスルー賞 - ジョン・カーディ、アレクサンダー・ザモロドチコフ（英語版）
  - 生命科学ブレイクスルー賞 - カール・ジューン、ミシェル・サデラン、サビーネ・ハディダ（英語版）、ポール・ネグレスク（英語版）、Fredrick Van Goor、Thomas Gasser、エレン・シドランスキー（英語版）、アンドリュー・シングレトン（英語版）
  - 数学ブレイクスルー賞 - サイモン・ブレンドル
- ノーベル賞
  - 物理学賞 - ジョン・ホップフィールド、ジェフリー・ヒントン
  - 化学賞 - デイヴィッド・ベイカー、デミス・ハサビス、ジョン・M・ジャンパー
  - 生理学・医学賞 - ヴィクター・アンブロス、ゲイリー・ラヴカン

## 死去
カッコ内は生誕年である。
- 1月1日 - ニクラウス・ヴィルト、スイスの計算機科学者（* 1934年）
- 1月2日 - ゴットフリート・ミュンツェンベルク、ドイツの物理学者（* 1940年）
- 1月5日 - ベルナール・マルグランジュ（英語版）、フランスの数学者（* 1928年）
- 1月12日 - ゲンナジー・ヤコヴレフ（英語版）、ロシアの植物学者（* 1938年）
- 1月17日 - デイヴィッド・L・ミルズ、アメリカ合衆国の計算機科学者（* 1938年）
- 1月19日 - ジュディス・キャンピシ（英語版）、アメリカ合衆国の生化学者（* 1948年）
- 1月20日 - ニコラス・ハイアム、イギリスの数学者（* 1961年）
- 1月22日 - アーノ・ペンジアス、アメリカ合衆国の物理学者、電波天文学者、ノーベル物理学賞受賞者（* 1933年）
- 2月6日 - アンソニー・エプスタイン（英語版）、イギリスの病理学者（* 1921年）
- 2月11日
  - アラン・バード、アメリカ合衆国の化学者、ウルフ賞化学部門受賞者（* 1933年）
  - グレゴール・ウェニング、ドイツの神経学者、神経内科医（* 1964年）
- 2月13日
  - 俵好夫、日本の物理学者、希土類磁石研究者（* 1932年?）
  - 原康夫、日本の理論物理学者（* 1934年）
- 2月14日 - アナトリー・ヴェルシック（英語版）、ロシアの数学者（* 1933年）
- 2月18日 - マイケル・グルンスタイン、アメリカ合衆国の生化学者、アルバート・ラスカー基礎医学研究賞受賞者（* 1946年）
- 2月21日 - ロジェ・ギルマン、フランス出身のアメリカ合衆国の神経学者、ノーベル生理学・医学賞受賞者（* 1924年）
- 2月28日 - アヒム・ミュラー（英語版）、ドイツの化学者(* 1938年)
- 3月8日 - ハーバート・クレーマー、ドイツ出身のアメリカ合衆国の物理学者、ノーベル物理学賞受賞者（* 1928年）
- 3月9日 - ムハメット・ハラソフ（英語版）、ロシア連邦の物理学者（* 1948年）
- 3月14日 - フランス・ドゥ・ヴァール、オランダの心理学者、動物学者（* 1948年）
- 3月20日 - ミルトン・ダイアモンド、アメリカ合衆国の解剖学者、性科学者（* 1934年）
- 3月31日 - ナイジェル・ボストン（英語版）、アメリカ合衆国の数学者（* 1961年）
- 4月8日 - ピーター・ヒッグス、イギリスの物理学者、ノーベル物理学賞受賞者（* 1929年）
- 4月10日 - デイヴィッド・グッドスタイン（英語版）、アメリカ合衆国の物理学者（* 1939年）
- 4月11日 - ペーター・フルデ（英語版）、ドイツの物理学者（* 1936年）
- 4月16日 - ニュートン・ダ・コスタ（英語版）、ブラジルの数学者（* 1929年）
- 4月18日 - 増井禎夫、日本出身のカナダの細胞生物学者（* 1931年）
- 4月23日 - ロバート・デナード、アメリカ合衆国の電気工学者（* 1932年）
- 5月9日 - 宮崎俊一、日本の生理学者、医学者（* 1941年）
- 5月10日 - ジェームズ・シモンズ、アメリカ合衆国の数学者、投資家（* 1938年）
- 5月17日 - ゴードン・ベル、アメリカ合衆国の計算機工学者（* 1934年）
- 6月4日 - 林友直、日本の宇宙工学者、電気工学者(* 1927年)
- 6月5日
  - 遠藤章、日本の農芸化学者、ラスカー臨床医学研究賞受賞者（* 1933年）
  - 駒宮幸男、日本の素粒子物理学者（* 1952年）
- 6月6日 - セルゲイ・ノヴィコフ、ロシア連邦の数学者、フィールズ賞受賞者（* 1938年）
- 6月8日 - 朱永𧸩（中国語版）、中華人民共和国の核化学者（* 1929年）
- 6月9日
  - エドワード・C・ストーン（英語版）、アメリカ合衆国の物理学者（* 1936年）
  - リン・コンウェイ、アメリカ合衆国の計算機科学者（* 1938年）
- 6月10日 - アーノルド・ミンデル、アメリカ合衆国の心理学者（* 1940年）
- 6月11日 - 王永志、中華人民共和国の航空宇宙工学者（* 1932年）
- 6月14日 - トリグヴェ・リーンスカウク、ノルウェーの計算機科学者（* 1930年）
- 6月21日 - フレデリック・ヴァイン（英語版）、イギリスの海洋地質学者、地球物理学者（* 1939年）
- 6月29日 - 久保田競、日本の神経生理学者（* 1932年）
- 6月30日 - 宋家樹（中国語版）、中華人民共和国の金属物理学者（* 1932年）
- 7月5日 - ベンクト・サミュエルソン、スウェーデンの生化学者、ノーベル生理学・医学賞受賞者（* 1934年）
- 7月7日 - ハイム・ブレジス（英語版）、フランスの数学者(* 1944年)
- 7月9日 - マクシン・シンガー（英語版）、アメリカ合衆国の分子生物学者（* 1931年）
- 7月12日 - 張存浩、中華人民共和国の物理化学者（* 1928年）
- 7月23日
  - ロビン・ウォレン、オーストラリアの病理学者、ノーベル生理学・医学賞受賞者（* 1937年）
  - 田中啓二、日本の分子生物学者(* 1949年)
- 7月25日 - 安田浩、日本の計算機科学者（* 1944年）
- 7月31日 - ジョージ・B・フィールド、アメリカ合衆国の天体物理学者（* 1929年）
- 8月1日 - レナード・ヘイフリック、アメリカ合衆国の細胞生物学者（* 1928年）
- 8月4日 - 李政道、中華民国出身のアメリカ合衆国の物理学者、ノーベル物理学賞受賞者(* 1926年)
- 8月6日 - ジェームズ・ビョルケン、アメリカ合衆国の理論物理学者、ウルフ賞物理学部門受賞者（* 1934年）
- 8月14日 - ヘルマン・ハーケン、ドイツの理論物理学者（* 1927年）
- 8月17日
  - 周光召、中華人民共和国の理論物理学者（* 1929年）
  - ピエール・カルティエ、フランスの数学者（* 1932年）
- 8月23日 - シュロモ・スターンバーグ（英語版）、アメリカ合衆国の数学者（* 1936年）
- 8月25日 - ミシェル・シフル（英語版）、フランスの洞穴学者、地質学者（* 1939年）
- 9月5日 - デイヴィー・コーチ（英語版）、ケニアの免疫学者、分子生物学者（* 1951年）
- 9月12日 - ジョゼフ・ゴール（英語版）、アメリカ合衆国の細胞生物学者（* 1928年）
- 9月19日 - ラルフ・アブラハム（英語版）、アメリカ合衆国の数学者（* 1936年）
- 9月23日 - ロベール・エマール（英語版）、フランスのプラズマ物理学者、核融合学者（* 1936年）
- 9月29日 - リチャード・S・ハミルトン、アメリカ合衆国の数学者（* 1943年）
- 10月4日 - イアン・アフレック（英語版）、カナダの理論物理学者（* 1952年）
- 10月5日 - ブルース・エイムス、アメリカ合衆国の生化学者、トムソン・ロイター引用栄誉賞受賞者（* 1928年）
- 10月15日 – アレン・エマーソン、アメリカ合衆国の計算機科学者、チューリング賞受賞者（* 1954年）
- 10月17日 – アンドルー・ウィクター・シャリー、ポーランド生まれのアメリカ合衆国の内分泌学者、ノーベル生理学・医学賞受賞者（* 1926年）
- 10月20日 – 董枝明、中華人民共和国の古生物学者（* 1937年）
- 10月23日 – レオン・クーパー、アメリカ合衆国の物理学者、ノーベル物理学賞受賞者（* 1930年）
- 10月24日 – 横山泉、日本の地球科学者（* 1924年）
- 10月25日 – ロヒニ・ゴッドボレ（英語版）、インドの物理学者（* 1952年）
- 10月26日 – 笠原慶一、日本の地震学者、測地学者（* 1925年）
- 11月1日
  - 杜祖健、台湾出身のアメリカ合衆国の化学者、毒物学者（* 1930年）
  - アレクサンダー・パインズ、アメリカ合衆国の化学者、ウルフ賞化学部門受賞者（* 1945年）
- 11月12日
  - トーマス・E・カーツ、アメリカ合衆国の計算機科学者、数学者（* 1928年）
  - ジョアン・コリー、アメリカ合衆国の植物学者（* 1955年）
- 11月22日 – ヘルムート・アプト、ドイツ出身のアメリカ合衆国の天体物理学者（* 1925年）
- 11月23日 – ヴァルター・カミンスキ（英語版）、ドイツの化学者（* 1941年）
- 11月28日 – ジャニーヌ・コンヌ（英語版）、フランスの天文学者（* 1926年）
- 12月8日 – アラン・フュックス（英語版）、スイス出身のフランスの化学者（* 1953年）
- 12月10日 – ドナルド・ビッツァー、アメリカ合衆国の電気技術者、計算機科学者（* 1934年）
- 12月22日 – スチュアート・ライス（英語版）、アメリカ合衆国の物理化学者（* 1932年）
- 12月31日 – フレイザー・ストッダート、スコットランドの化学者、ノーベル化学賞受賞者（* 1942年）